# Moos (cantant)
Moos, nom artístic de Moustaphe Al-Alamy (àrab: مصطفى العلمي , Muṣṭafà al-ʿAlamī; francès: Moustaphe Al-Alamy) (Tolosa, 29 d'agost de 1974), és un cantant francès conegut arrel de la seva interpretació de la cançó Au nom de la rose, un èxit de 1999. Ha venut 1.030.700 disques incloent 931.000 singles i 99.700 albums
Nascut de pares marroquins, va créixer al barri de Bagatelle, on es barrejaven diferents estils de música: ritmes africans, raï, funk, RnB. Moos va llançar el seu primer senzill l'any 1998, Qui Me Donnera Des Ailes. El seu major èxit serà el llançament del single Au nom de la rose que serà número u a França i Bèlgica (Valònia) durant diverses setmanes. The Crab is erotic, el seu primer àlbum, també va ser un èxit, destacant-se entre els àlbums més venuts a França de maig a agost de 1999, durant onze setmanes, i arribant al lloc no 11 dels rànquings. L'agost del mateix any va publicar el seu tercer senzill Délicate chatte, que va tenir menys èxit, i un videoclip amb Nadia Farès que va ser censurat i que mai es va mostrar a la televisió. La majoria dels temes de les seves cançons són la sensualitat i la malenconia. També va publicar un segon àlbum, Comme une étoile, que va passar desapercebut. L'any 2005, Moos va obrir un saló de te i una discoteca al centre de Tolosa mentre desenvolupava una activitat musical alhora. A partir de 2013, actua regularment al seu establiment de Tolosa, de vegades acompanyat del seu amic Lââm. El 2014, va considerar presentar-se a les eleccions municipals del 2014 a Tolosa de Llenguadoc, però se li va oferir un lloc no elegible a la llista de l'UDI de Christine De Veyrac i va rebutjar la proposta.

## Discografia

### Àlbums
- 1999 - Le Crabe est érotique

### Singles
No 11 en França i no 18 en Bèlgica
| Curs | Títol                    | Gràfic | Gràfic   | Certificació (EN) |
| Curs | Títol                    | CA     | BEL (WA) | Certificació (EN) |
| ---- | ------------------------ | ------ | -------- | ----------------- |
| 1998 | Qui Me Donnera Des Ailes | 51     | —        | —                 |
| 1999 | Au Nome De La Rose       | 1      | 1        | Diamant           |
| 1999 | Délicate Chatte          | 83     | 18       | —                 |